# 에노섬

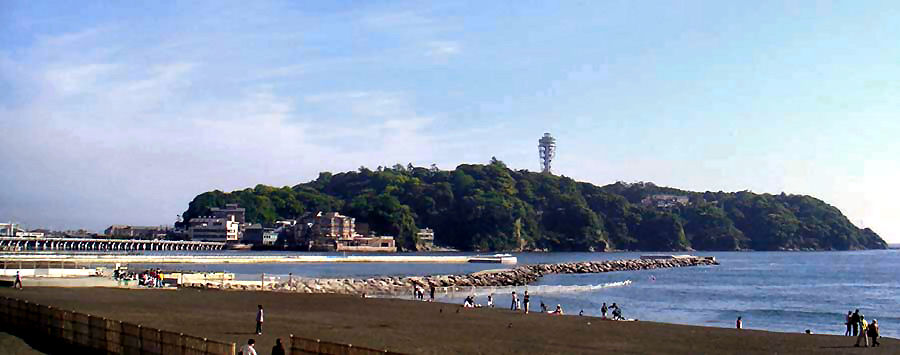
에노시마 전경

에노시마(일본어: 江の島)는 일본 가나가와현 후지사와시 기타세 해안에 있는 둘레 4 km, 표고 60 m 정도되는 섬으로, 2개의 다리를 통해 육지와 연결되어 있다. 에노시마 신사, 류넨노카네, 신에노시마 수족관 등을 볼 수 있다.

## 지리

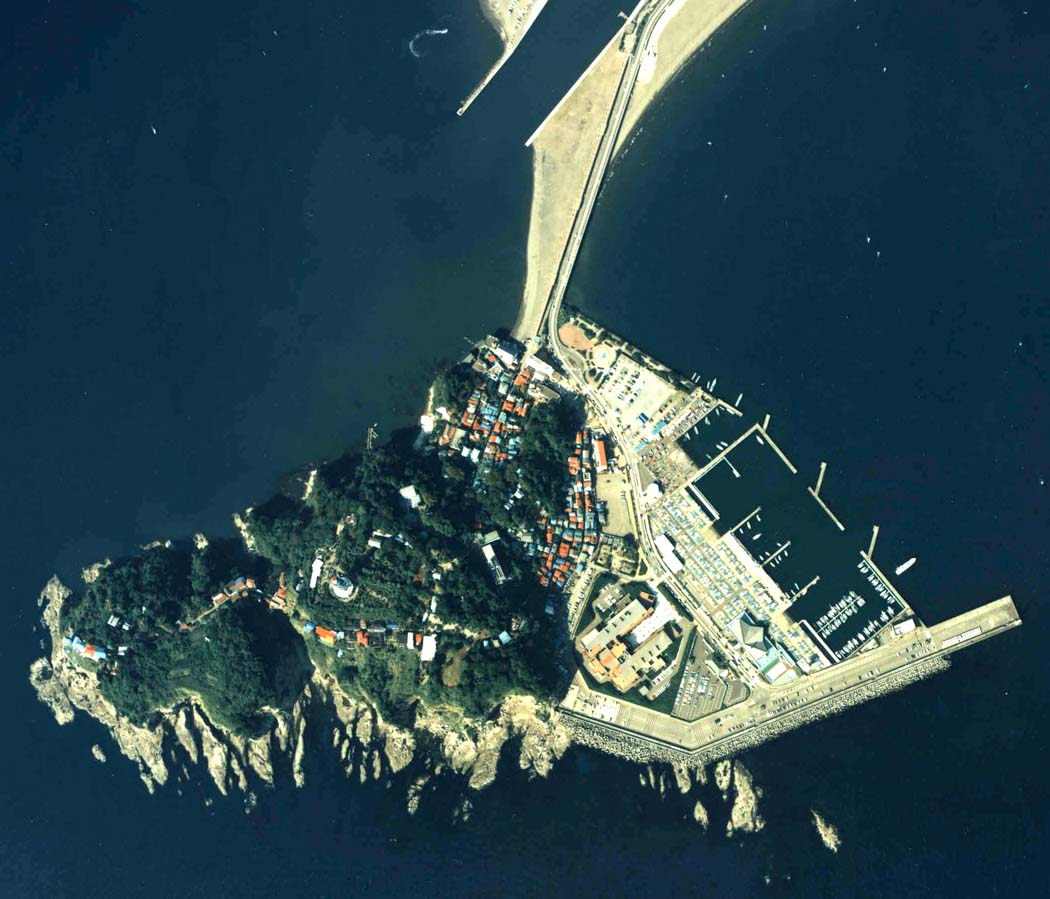
국토교통성 국토지리원 지도 및 항공사진 열람 서비스의 항공 사진. 모래톱은 사진에서보다 약간 오른쪽(동쪽)으로 이동해 있다.

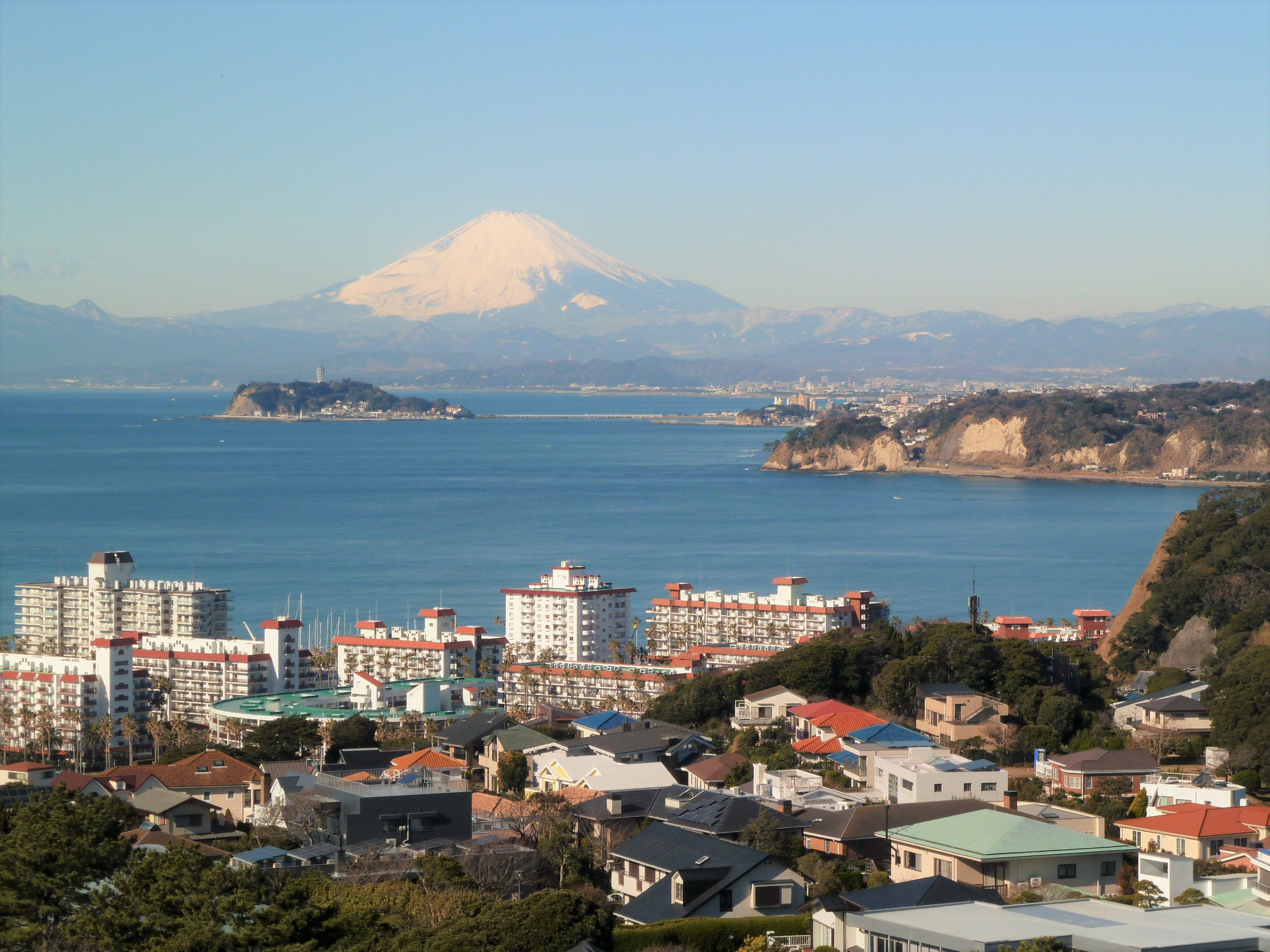
미우라 반도로부터 에노시마, 사가미만, 후지산이 함께 보인다.

쇼난 해안의 가장 동쪽 끝, 미우라반도의 북쪽 경계에 위치하여 사가미만으로 튀어나온 에노시마는 이전부터 유명한 경승지로, 가나가와현 지정 사적 및 명승지, 일본 100경 중 하나이다. 교통기관의 역명 등에서는 '江ノ島'로 표기되는 경우가 많지만, 지명이나 공문서에서는 '江の島'로 표기된다. 예전에는 '江島'로도 표기되었는데, 이는 일본의 3대 벤텐 중 하나로 여겨지는 에노시마 신사(江島神社)를 대표하는 표기 방식이었다. 에노시마는 육계도 부분뿐만 아니라 반대쪽 해안에 위치한 가타세・쿠게누마 지역 남부를 포함한 일대의 지명으로 인식되는 경우가 많다.
에노시마는 일본의 해양생물학 역사에서 중요한 지역으로, 어류와 조류가 현재도 풍부하게 서식하고 있다. 주변 해역에는 돌고래나 바다거북이 나타나며, 드물게 고래가 바다에서 목격되기도 한다.

### 지질・지형
에노시마는 둘레 약 4km, 해발 약 60m의 육계도이다. 미우라구릉(三浦丘陵)과 다마구릉(多摩丘陵)과 마찬가지로 제3기 층의 응회암, 사암 위에 간토양토층이 쌓인 지질을 가지고 있다.
고대에는 썰물 때만 드러나는 스바나(洲鼻)라는 모래톱이 형성되어 맞은편 쇼난 해안과 연결되었고, 이를 통해 걸어서 섬으로 건너갈 수 있었다. 그러나 1923년(다이쇼 12년) 간토 대지진 이후 섬 전체가 융기하면서 대부분의 시기에는 육지와 이어진 상태가 되었다. 가타세가와 하구 부근의 지형은 시대에 따라 변화했으며, 만조 때만 물에 잠겼던 시기와 상시 육지와 이어진 시기가 있었고, 모래톱의 위치도 이동해왔다. 2009년(헤이세이 21년) 5월 당시 모래톱은 에노시마 측에서 2000년대 초반보다 다소 동쪽으로 이동해 있으며, 만조 시에는 물에 잠긴다.
섬 주위는 급경사를 이루는 해식 절벽으로 둘러싸여 있으며, 특히 남쪽 해안에는 파도의 강한 영향을 받아 해식대가 발달해 있다. 1923년 간토대 지진으로 융기하여 해수면 위로 드러난 해식대는 융기 해식대(암반 지대)가 되어 관광객의 휴식과 갯바위 놀이나 갯바위 낚시 장소로 이용되고 있다. 해식 절벽의 하부에는 단층선 등의 약선(弱線)을 따라 파도에 의해 침식된 해식동이 존재하는데 '이와야'(岩屋)라 부른다. 침식이 더욱 진행되면 해식동이 무너져 큰 골짜기 형태의 지형이 된다. 에노시마의 중앙부에는 남북에서 침식이 진행되어 섬이 분리될 것처럼 보이는 지형이 있으며, 이를 '야마후타츠(山二つ)'라 부른다. 이 지점에서 동쪽을 '히가시야마(東山)', 서쪽을 '니시야마(西山)'라고 한다. 히가시야마 북동부에는 북서-남동 방향으로 나란히 위치한 3개의 단층과 이에 직교하는 단층이 존재하여, 복잡한 지형과 지질을 형성하고 있다.

### 기후・식생
에노시마의 고지대는 상록 활엽수림인 조엽수림으로 덮여 있다. 이 숲은 1988년(쇼와 63년)에 ‘가나가와의 아름다운 숲 50선’으로 선정되었다. 주요 수종으로는 구실잣밤나무, 후박나무, 녹나무, 동백나무, 팔손이, 식나무 등이 있으며, 숲의 바닥층에는 털머위 다양한 양치식물이 자란다.
에노시마에는 1979년(쇼와 54년)부터 1991년(헤이세이 3년)까지 아메다스 관측소가 설치되었으며, 그 기록에 따르면 후지사와시 시내 육지보다 기온이 약 1℃ 높았다. 이는 주변 해수면 온도의 영향을 받기 때문이다. 에노시마는 온도 차이가 적고 상대적으로 강수량이 많은 해양성 기후를 특징으로 한다. 우세 풍향은 남남서풍이며, ‘야마후타츠(山二つ)’라 불리는 바람길에서는 식물의 풍충편형(바람의 영향을 받은 형태)이 두드러진다. 해식 절벽이 많은 섬 하부는 식생이 빈약한데, 항상 해풍을 받아 내염성과 내건성이 높은 식물만 제한적으로 자란다. 동부 매립지의 인공 식재 지역에는 내염성이 강한 돈나무 등의 수종이 선택되었다.
온난한 기후를 이용해 세워진 코킹 식물원과 그 부지를 활용한 에노시마 식물원에는 열대 및 아열대 기후에서 온 외래 식물들이 식재되었으며, 이들 중 일부는 에노시마의 환경에 적응하여 자라며 번성하고 있다. 이들 중 네 종은 후지사와시의 천연기념물로 지정되었다.

### 수행의 섬에서 참배지로
사방이 해식절벽으로 둘러싸인 험준한 지형과 해식동굴인 '이와야(岩屋)'의 존재는 예로부터 에노시마를 종교적인 수행 장소로 특징짓게 했다. 나라 시대에는 엔노교자(役小角)가, 헤이안 시대에는 구카이(空海)와 엔닌(円仁)이, 가마쿠라 시대에는 죠신(良信)과 잇펜(一遍)이, 에도 시대에는 모쿠지키(木喰)가 머물며 수행에 힘썼다고 전해진다. 주에이 원년(1182년)에는 미나모토노 요리토모(源頼朝)의 기원으로 인해 몬가쿠(文覚)가 변재천을 모셨고, 요리토모가 도리이(鳥居)를 봉납한 것을 계기로 대대로 장군들과 고케닌들이 참배했다고 한다. 가마쿠라 시대 이후로도 그때그때의 통치자로부터 성지로 보호받고 참배지로 이어져 왔다.
변재천은 물의 신이라는 성격을 가지고 있어 가무와 음악의 수호신으로 여겨졌기 때문에 가부키 배우나 음악인들도 많이 참배하였으며, 특히 음악과 관련된 직업에 종사하는 시각장애인들의 참배도 볼 수 있었다. 그중에서도 간토 소켄쿄(関東総検校)로서 유명한 스기야마 와이치(杉山和一)는 주목할 만하다. 참배자들을 위한 슈쿠보(宿坊)도 문 앞에 줄지어 있었으며, 간토 일대에서 이곳에 성지순례를 오는 에카이초(出開帳) 활동도 있었다. 그중에서도 유명한 것은 이와모토인(岩本院, 일명 에노시마 사=江嶋寺)로, 지금의 '이와모토로(岩本楼)' 여관의 전신이다.

### 근대 박물학 및 해양생물학의 발상지

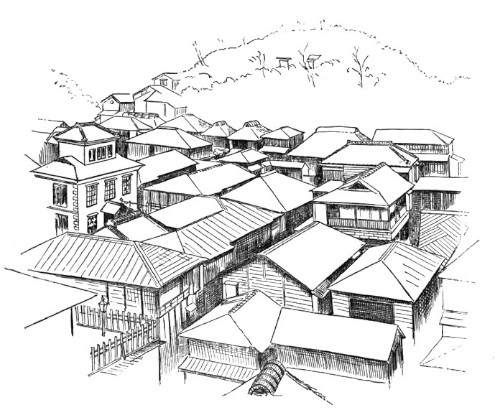
모스가 기록한 에노시마의 거리 풍경

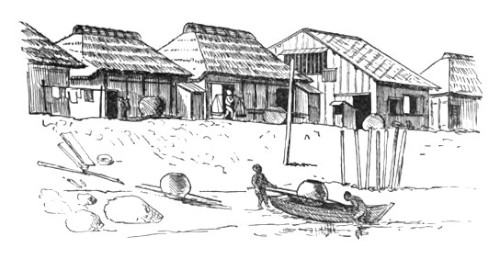
모스가 기록한 에노시마의 어부의 집

안세이 5년(1858년) 미일수호통상조약에서 1899년(메이지 32년) 영일통상항해조약 발효까지의 기간 동안, 요코하마 외국인 거류지에 거주하던 외국인들은 활동 범위가 거류지로부터 10리 이내로 제한되어 있었다. 그 범위 안에 속하며 풍광이 아름답고 숙박 시설이 잘 갖추어져 있던 에노시마(江の島)는 메이지 초기부터 많은 외국인들이 방문하는 장소가 되었다. 도쿄대학 초대 동물학 교수였던 에드워드 S. 모스(Edward S. Morse)는 1877년(메이지 10년) 7월부터 8월까지 조개의 일종인 샤미센가이 연구를 위해 에노시마에 일본 최초의 임해 실험소를 세웠다. 아일랜드 출신 무역상인 사무엘 코킹(Samuel Cocking)은 에노시마의 동산 정상에 있던 요간지(与願寺)의 채소밭을 매입해 별장과 정원을 조성하기 시작했다. 그는 열대 식물을 수집하여 재배하고, 대형 보일러와 대형 수련을 재배할 수 있는 대형 온실이 포함될 열대식물원을 1885년(메이지 18년)에 완성했다. 온실은 1888년(메이지 21년) 이후로 추정된다. 이처럼 문명 개화의 시기에 에노시마는 근대 박물학 발상지의 하나가 되었다.
1985년(쇼와 60년) 4월 14일, 북쪽 녹지에 '일본 근대 동물학 발상지 기념비'가 세워졌으며, 2002년(헤이세이 14년)에 에노시마 식물원을 리뉴얼하는 공사 중에 코킹의 온실 유적이 다시 발견되었다. 새롭게 개장한 공원은 '에노시마 사무엘 코킹 정원(江の島サムエル・コッキング苑)'이라 명명되었다.

### 해양스포츠

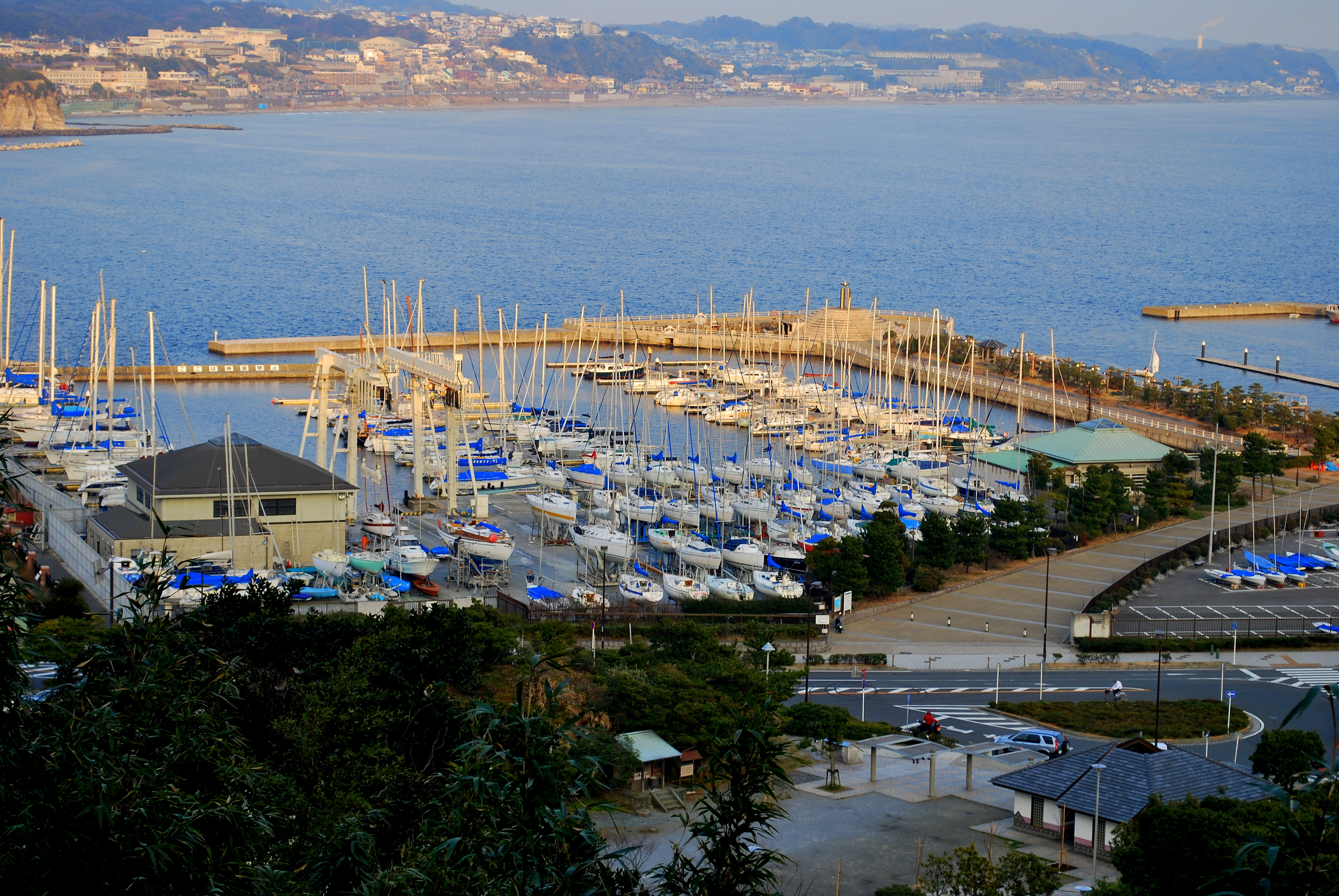
에노시마 요트 하

에노시마 주변의 융기된 해식대는 바다낚시와 다이빙 포인트로 알려져 있으며, 일부 어부는 낚시 손님을 위해 낚싯배를 운영하거나 배를 제공하기도 한다. 1964년(쇼와 39년) 제18회 도쿄 올림픽에서는 요트 경기장으로 지정되었다. 이 지정에 따라 섬의 동쪽 부분이 대규모로 매립되어 요트 하버와 쇼난항 건설을 위한 가나가와현도 305호 에노시마선 자동차 전용 다리인 에노시마 대교(江の島大橋)가 1962년(쇼와 37년)에 개통되었고, 기존에 통행료를 받던 에노시마 벤텐 다리(江の島弁天橋)는 무료화되었다. 이 매립으로 에노시마의 육지 면적은 약 1.5배 확장되었다. 이렇게 완성된 에노시마 요트 하버는 1,000척 이상의 요트를 수용할 수 있는 일본 최고 수준의 하버로 활용되고 있다. 도쿄 올림픽을 시작으로 국제 대회가 자주 개최되었고, 1998년(헤이세이 10년)에는 제53회 국민체육대회(가나가와 유메 국체)의 요트 경기장으로도 사용되었다. 또한, 레저 보트 관리 및 소형 선박 조종사 교육 시설이 있으며, 에노시마 어항에는 낚싯배 출발 장소도 마련되어 있다.

### 거주민
에노시마의 인구는 에도 시대부터 메이지, 다이쇼 시대에 걸쳐 600~700명대까지 서서히 증가하다가, 쇼와 시대에 들어 급증하여 1,000명을 넘었다. 정점은 1955년(쇼와 30년) 1,372명에 달했으나, 1964년 도쿄 올림픽 이후 급격히 감소하였다. 2014년 3월 기준, 에노시마 1초메(一丁目)에는 252명, 2초메(二丁目)에는 110명이 거주하며, 섬 전체 인구는 362명이다. 연령별 인구 구성은 1초메와 2초메 간에 큰 차이는 없으며, 0-14세가 8%, 15-64세가 53%, 65세 이상이 39% 정도이다.
일차 산업 인구로는 소수의 어업 종사자가 거주한다. 전통적인 어업 방식으로는 닭새우의 "이소다테아미(磯だて網)" 어업이 중심이며, 바닷가에서의 "우뭇가사리 잠수", "미쓰키・쓰킨보(見突き・ツキンボ)", 소라・전복 잠수 어업 등 연안 어업이 주를 이룬다. 이들 어획물은 옛날부터 섬 내의 숙소와 음식점에 공급되거나, 기념품으로 판매되었다. 전후에는 5월에서 9월 사이 사가미만과 오시마 해역을 회유하는 가다랑어를 대상으로 한 낚시도 이루어졌다.
섬 동쪽이 매립되고 에노시마 어항이 정비되면서 새로운 어업 방식도 도입되었으며, 에노시마 근해에서는 대형 정치망 어업과 9월에서 3월 사이 미역 양식도 이루어지고 있다. 또한, 12월에서 4월에는 장어의 일종인 시라스우나기 어업도 성행한다.

## 식생

### 해양 생물

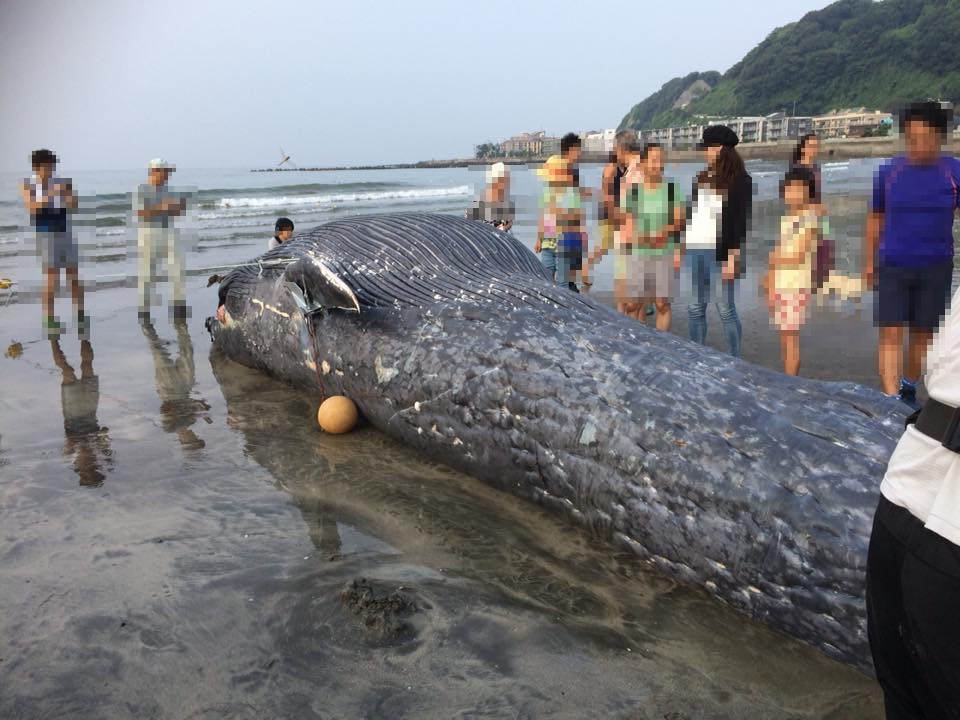
2018년 6월, 에노시마 유이가하마(由比ヶ浜)에 좌초된 대왕고래는 아시아에서는 멸종된 것으로 여겨졌으며, 일본 내에서는 처음으로 확인된 사례였다.

앞서 언급한 바와 같이, 에노시마는 일본의 해양생물학과 역사적으로 깊은 연관이 있다. 에노시마가 접하고 있는 사가미만(相模湾)에는 과거 매우 풍부한 생태계가 존재했던 것으로 알려져 있다. 미우라반도(三浦半島)에서는 동일본 지역에서는 드문 조직적인 전통 포경이 이루어졌을 정도로 많은 고래가 서식했으며, 일본바다사자를 대상으로 한 바다사자사냥도 있었다고 한다. 이 생물들은 대부분 멸종되거나 급격히 감소했지만, 현재도 에노시마 주변에서 활발히 어획이 이루어지는 등 다양한 어류가 풍부하여 해조류와 해양 새들이 많이 서식하고 있다.
에노시마는 만의 안쪽에 위치한 얕은 해안선에 자리해 있으며 인간 활동이 활발한 지역이기도 하여, 현재는 연안에서 서식하는 수염고래류나 돌묵상어와 같은 얕은 바다를 선호하는 대형 생물들은 거의 발견되지 않는다.
한편, 돌고래류와 바다거북은 여전히 에노시마와 그 주변 지역을 회유하고 있다. 1999년에는 부모와 자식이 함께 있는 큰돌고래 무리가 에노시마에 자리를 잡았던 적도 있으며, 이를 대상으로 한 돌고래 관찰 활동이 증가하면서 2001년경에는 더 이상 모습을 드러내지 않게 되었다.